# Mistrzostwa Europy w Wioślarstwie 2011 – dwójka podwójna kobiet
Dwójka podwójna kobiet (W2x) – konkurencja rozgrywana podczas 71. Mistrzostw Europy w Wioślarstwie w bułgarskim Płowdiw, w dniach 16-18 sierpnia 2011 r. W zmaganiach udział wzięło 9 osad. Zwyciężczyniami zostały ukrainki Anastasija Kożenkowa i Jana Dementiewa.

## Wyniki

### Legenda
| Q - awans do półfinału/finału A R - awans do repasażów | FB - awans do finału B |

### Eliminacje
Wyścig 1
| Poz. | Zawodnik                        | Narodowość | Rezultat | Uwagi |
| ---- | ------------------------------- | ---------- | -------- | ----- |
| 1    | Iva Obradović Ivana Filipović   | Serbia     | 7:08,660 | Q     |
| 2    | Lenka Antošová Jitka Antošová   | Czechy     | 7:10,870 | Q     |
| 3    | Mette Petersen Anna Laybourn    | Dania      | 7:15,480 | R     |
| 4    | Krisztina Gyimes Katalin Szabó  | Węgry      | 7:16,250 | R     |
| 5    | Magdalena Lobnik Lisa Farthofer | Austria    | 7:18,290 | R     |

Wyścig 2
| Poz. | Zawodnik                              | Narodowość | Rezultat  | Uwagi |
| ---- | ------------------------------------- | ---------- | --------- | ----- |
| 1    | Anastasija Kożenkowa Jana Dementiewa  | Ukraina    | 7:10,060  | Q     |
| 2    | Laura Schiavone Elisabetta Sancassani | Włochy     | 7:14,530  | Q     |
| 3    | Taciana Kuchta Anastasija Fadziejenka | Białoruś   | 7:15,450  | R     |
| 4    | Natalija Zacharowa Anna Korniłowa     | Rosja      | 7:35,580' | R     |

### Repasaże
| Poz. | Zawodnik                              | Narodowość | Rezultat | Uwagi |
| ---- | ------------------------------------- | ---------- | -------- | ----- |
| 1    | Mette Petersen Anna Laybourn          | Dania      | 7:12,670 | Q     |
| 2    | Taciana Kuchta Anastasija Fadziejenka | Białoruś   | 7:13,260 | Q     |
| 3    | Krisztina Gyimes Katalin Szabó        | Węgry      | 7:14,990 | FB    |
| 4    | Lisa Farthofer Magdalena Lobnig       | Austria    | 7:30,240 | FB    |
| 5    | Natalija Zacharowa Anna Korniłowa     | Rosja      | 7:36,330 | FB    |

### Finały
Finał B
| Poz. | Zawodnik                          | Narodowość | Rezultat | Uwagi |
| ---- | --------------------------------- | ---------- | -------- | ----- |
| 1    | Krisztina Gyimes Katalin Szabó    | Węgry      | 7:27,020 |       |
| 2    | Magdalena Lobnig Lisa Farthofer   | Austria    | 7:27,770 |       |
| 3    | Natalija Zacharowa Anna Korniłowa | Rosja      | 7:38,920 |       |

Finał A
| Poz. | Zawodnik                              | Narodowość | Rezultat | Uwagi |
| ---- | ------------------------------------- | ---------- | -------- | ----- |
| 1    | Anastasija Kożenkowa Jana Dementiewa  | Ukraina    | 7:06,170 |       |
| 2    | Iva Obradović Ivana Filipović         | Serbia     | 7:08,270 |       |
| 3    | Lenka Antošová Jitka Antošová         | Czechy     | 7:11,310 |       |
| 4    | Laura Schiavone Elisabetta Sancassani | Włochy     | 7:17,110 |       |
| 5    | Mette Petersen Anna Laybourn          | Dania      | 7:17,760 |       |
| 6    | Taciana Kuchta Anastasija Fadziejenka | Białoruś   | 7:20,730 |       |